# 曾我兄弟の仇討ち

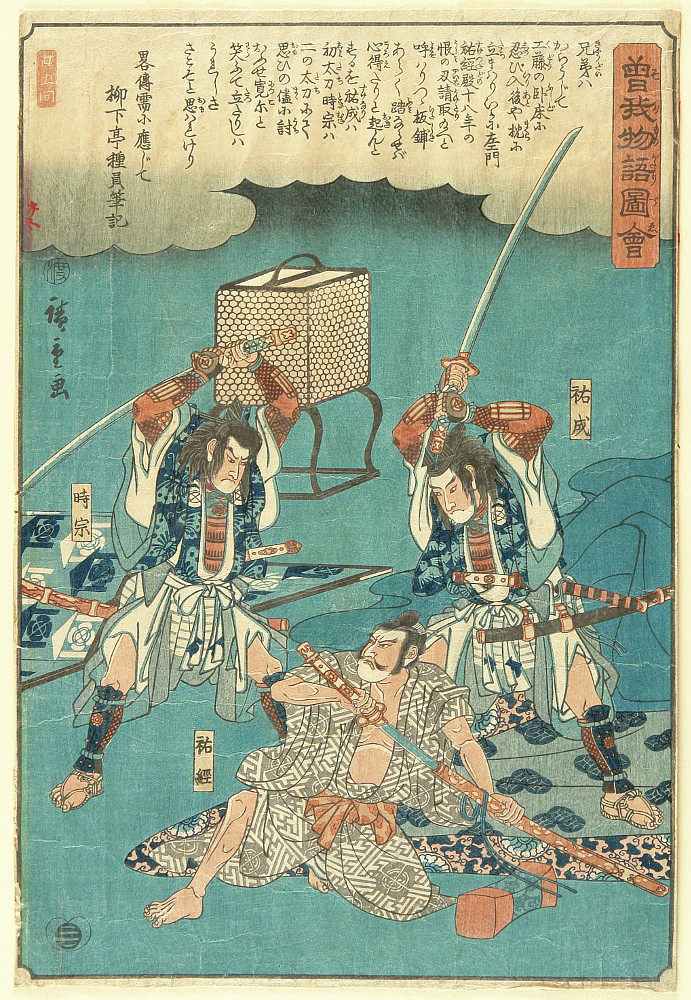
富士野における仇討ちの場面（曽我物語図会）

曾我兄弟の仇討ち（そがきょうだいのあだうち）は、建久4年5月28日（1193年5月28日）、源頼朝が行った富士の巻狩りの際に曾我祐成と曾我時致の兄弟が父親の仇である工藤祐経を富士野にて討った事件。赤穂浪士の討ち入りと伊賀越えの仇討ちに並ぶ、日本三大仇討ちの1つである。

## 概要

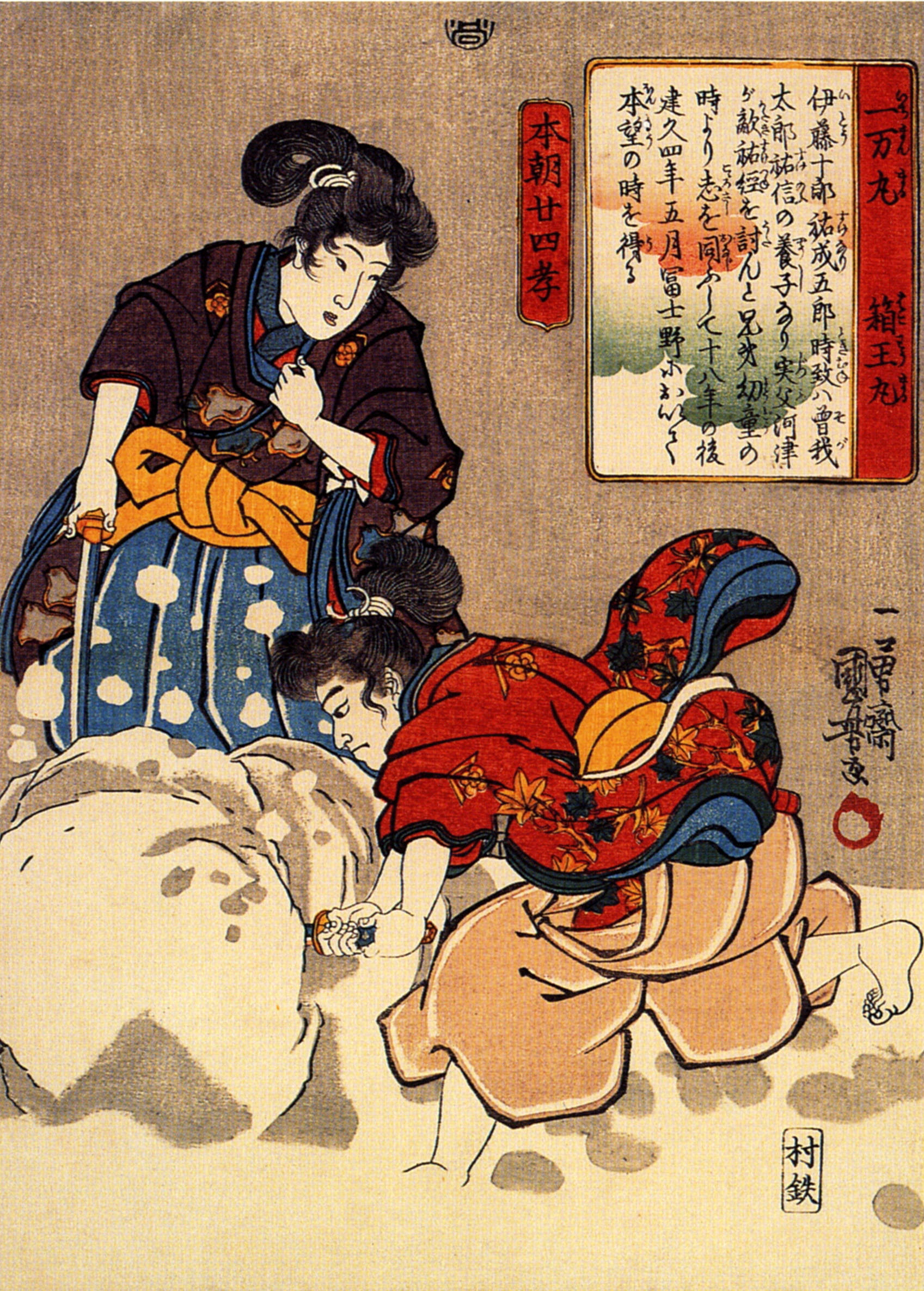
曾我兄弟 歌川国芳画

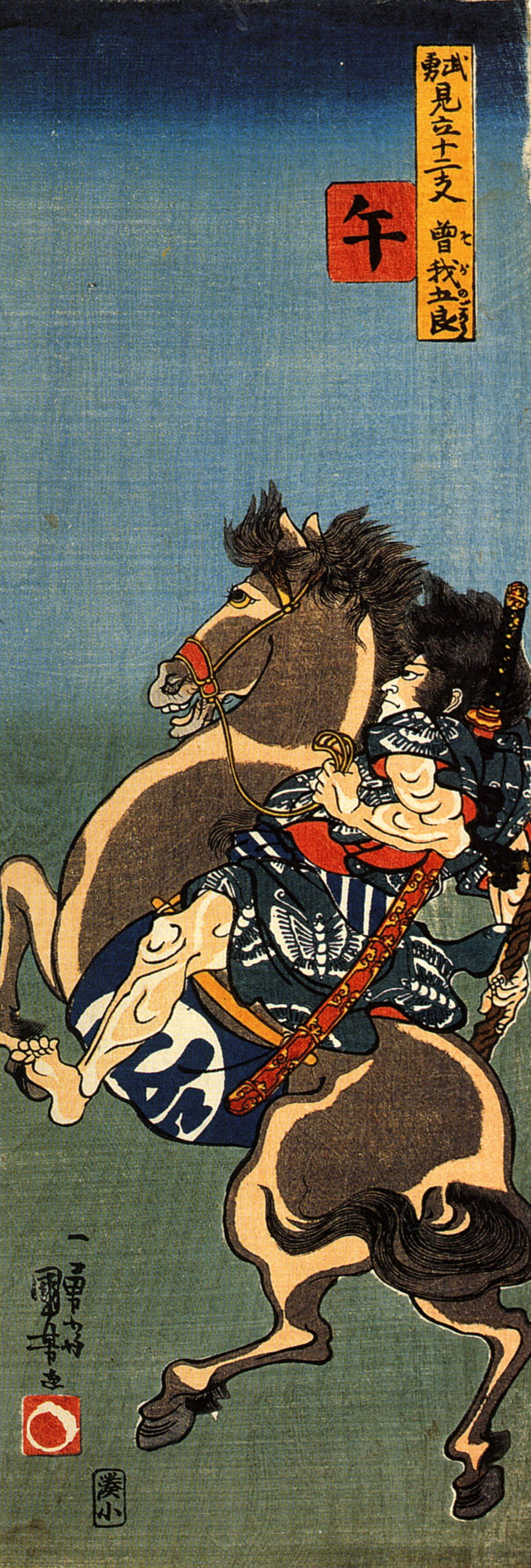
曾我五郎時致 歌川国芳画

曽我兄弟の仇討ちは、駿河国富士野（現在の静岡県富士宮市 、『吾妻鏡』は更に子細に富士野神野と記す）で発生した。兄の曽我十郎祐成（一万）が22歳、弟の曽我五郎時致（箱（筥）王）が20歳の時のことであった（数え年）。
真名本『曽我物語』によると、仇討ちの発端は安元2年（1176年）10月に兄弟の父である河津祐泰が伊豆国奥野の狩庭で工藤祐経の郎従に暗殺されたことによる。祐泰が31歳、一万が5歳、箱王が3歳の時のことであった。祐経は「心を懸けて一矢射てむや（真名本『巻第一』）」と伊東荘を中心とする所領相論の相手であり妻（万劫）を離縁させた人物でもある伊東祐親の暗殺を郎従に命じていたが、実際は矢は祐親ではなく祐泰に命中し非業の死を遂げた。その敵にあたる祐経を曽我兄弟が討った事件である（兄弟の母が曽我祐信と再婚したため兄弟は曽我姓を名乗る）。
同事件は様々な分野に影響を与えた。「一に富士、二に鷹の羽の打ち違い、三に名を成す伊賀の仇討」といった言葉にあるように、現在日本三大仇討ちに数えられ、武士社会においては仇討ちの模範とされた。また『曽我物語』や江戸時代の教科書『富士野往来』といった史料、芸能では「曽我物」を成立させた。
近代には教科書にも採用され、尋常小学校の教科書に曽我物語の要約、高等小学校の教科書や高等女学校の国語読本に能「小袖曽我」（後述）が掲載されるなどしている。一方GHQによる検閲で仇討ち物は忌避されたため、一般への認知に影響を与えたと指摘される。

## 吾妻鏡の記述
曾我兄弟の仇討ちは、富士の巻狩の際に富士野神野にて発生した。『吾妻鏡』によると、源頼朝は建久4年（1193年）5月15日に富士野の御旅館に入り、同16日には富士野で狩りを催している。
事件は同28日に起きた。『吾妻鑑』28日条には「曽我十郎祐成・同五郎時致、富士野の神野の御旅館に推參致し工藤左衛門尉祐経を殺戮す」とあり、曽我兄弟は富士野の神野の御旅館におしかけて工藤祐経を討った。このとき酒の相手をしていた王藤内も討たれた。
傍に居た手越宿と黄瀬川宿の遊女は悲鳴を上げ、この一大事に現場は大混乱となり、宿侍が走り出す。曾我兄弟と頼朝の御家人の間で戦闘が始まり、平子有長・愛甲季隆・吉川友兼・加藤光員・海野幸氏・岡辺弥三郎・岡部清益・堀藤太・臼杵八郎といった武将らは傷を負った。また宇田五郎も兄弟に討たれ、十郎（兄、祐成）は仁田四郎忠常と対峙した際に討たれた。
五郎（弟、時致）は将軍頼朝を目掛けて走り、頼朝はこれを迎え討とうと刀を取ったが、大友能直がこれを押し留めた。この間に時致は御所五郎丸に取り押さえられ、大見小平次が預かることで事態が落ち着くこととなった。その後、和田義盛と梶原景時が検死を行った。
仇討ちの翌日である29日に頼朝は五郎（弟）の尋問を行い、有力御家人らがそれに同席し、その他多くの者も群参した。尋問を終えた頼朝は五郎の勇姿から宥免を提案するが、祐経の子である犬房丸の訴えにより同日梟首された。
30日には同事件が北条政子に飛脚で知らされ、また兄弟が母へ送った手紙が召し出され、頼朝が目を通している。頼朝は手紙の内容に感涙し、手紙類の保存を命じた。6月1日には祐成の妾の虎を始めとする多くの人物に対して聴取が行われ、虎は放免されている。6月7日に頼朝は鎌倉に向けて出発し、富士野を後にした。このとき頼朝は曽我荘（現在の神奈川県小田原市）の年貢を免除することを決定し、また曽我兄弟の菩提を弔うよう命じた。
仇討ち時に没した人物の墓・霊地
- 曾我兄弟霊地[22]
- 工藤祐経の墓[23]
- 王藤内の墓[24]

## 曽我物語の記述
以下、真名本『曽我物語』のうち曽我兄弟が仇討ち舞台の地である富士野へ向かい、同地で本懐を遂げた後に葬送される箇所を記す。

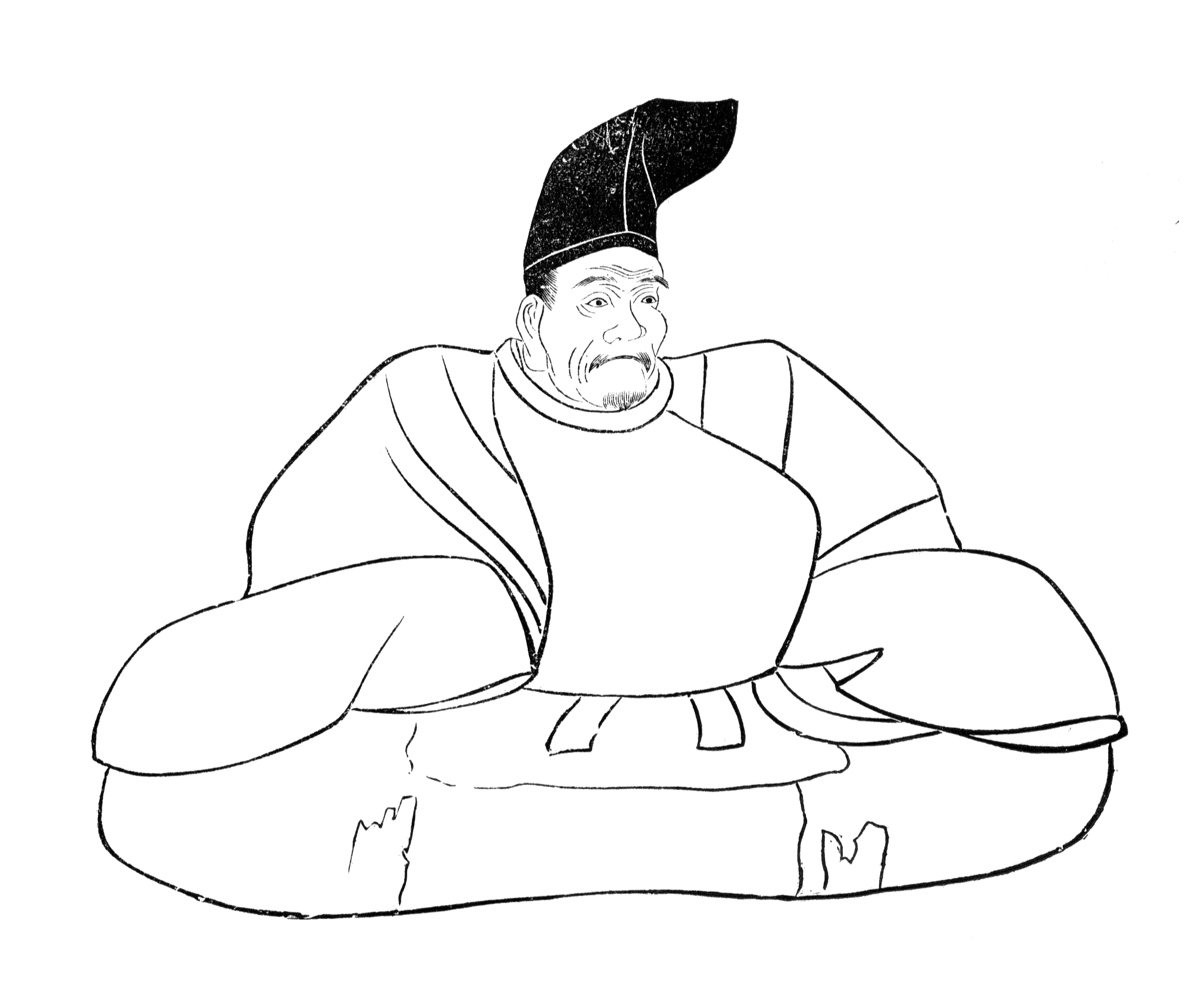
梶原景時

### 富士野に到着するまで
源頼朝は信濃国三原野・下野国那須野での狩りを行った後、梶原景時を呼び以下のように言及した。
東国には狩庭多しといへども、富士野に過ぎたる名所はなし。その野を狩らむ（巻六）
頼朝は駿河国富士野で巻狩を行うことを宣言、景時に伝えた。景時はこれを広く通達した。富士野での巻狩を聞き及んだ五郎は、以下のように述べた。
富士野の御狩と承る（中略）敵を我らが手に懸けずは、我らが身をも我らが命をも敵のため捨ててこそ、悪霊・死霊とも成て御霊の宮とも崇められめ（巻六）
五郎はこれを好機と捉え喜び、これまで仇討ちを達成できなかったのは隙を伺っていたためであり、今度は頼朝の前であっても恐れず陣内の侍にも怯むこと無く断行するべきであると述べる。そして自らの御霊化を宣言した。このように富士野の地に至る前より兄弟は死を覚悟していた。ここから兄弟は富士野で祐経を討つために行動していくこととなる。

### 富士野（伊出の屋形）到着後
次の日は伊出の屋形に着かせ給ふ。（巻七）
既に御狩庭始まりければ、各々互ひに目を懸けて、敵の助経に告げ知らす（中略）次の日よりは三日の巻狩とぞ聞こえる（巻第八）

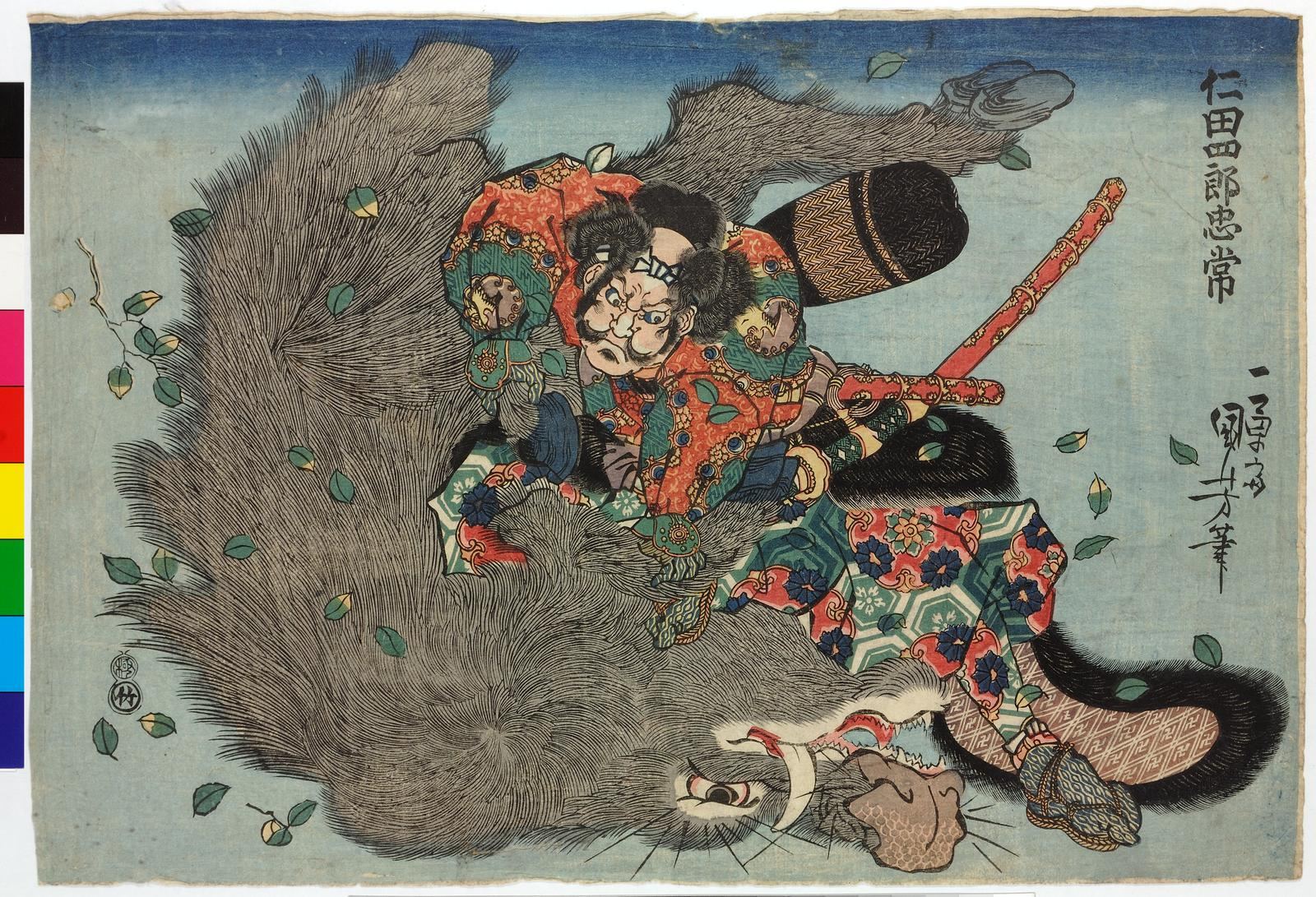
仁田忠常

頼朝一行と曽我兄弟は伊出の屋形に到着した。この間も兄弟は祐経の動向に目を光らせ続けていた。3日連続の巻狩が始まると、二十番の狩りが行われた。一番は相模国の愛敬三郎と本間次郎であった。
巻狩の第三箇日に当りける日は、終日に躵へども少しの隙こそなかりけれ。（中略）上の峯より大鹿の大王二頭曽我の人々の前に出で来れり。（中略）かかる処に、上の峯より猪の大王下りけり。いづくにて何人にや射られけん、矢二つ負ひながら、瞋り瞋て鎌倉殿の御前に懸りける。（中略）是をその日の見物として、鎌倉殿は御屋形へ入り給へば、曾我の人々も同じく屋形へ入りにけり（巻八）
兄弟は祐経を狙い続けるがその隙が無い。すると二頭の大鹿が兄弟の前に出てきたが、兄弟は故意にこれを射外した。今度は源頼朝の前に猪が走り懸けて来たが、新田四郎忠経が仕留めた。これをその日の見物として頼朝は御屋形へ入り、兄弟も屋形に入っていった。仇討ちの直前、兄弟は伊出の屋形で母に宛て手紙を書く。その末尾には
建久4年癸丑5月28日の夜半には、駿河の国富士山の麓伊出の屋形において、慈父報恩のため命を失ひ畢るなり（巻九）
とあった。五郎は母からの勘当を許されたことに感謝し、また兄弟共に母の後代を祈った。十郎は綾の小袖・村千鳥の直垂・赤銅作りの太刀・黒鞘巻の刀等を携え、五郎は蝶が描かれた直垂・兵庫鎖の太刀・赤木柄の短刀等を携える。そして5月28日の夜半、仇討ちは決行された。

### 仇討ちの決行

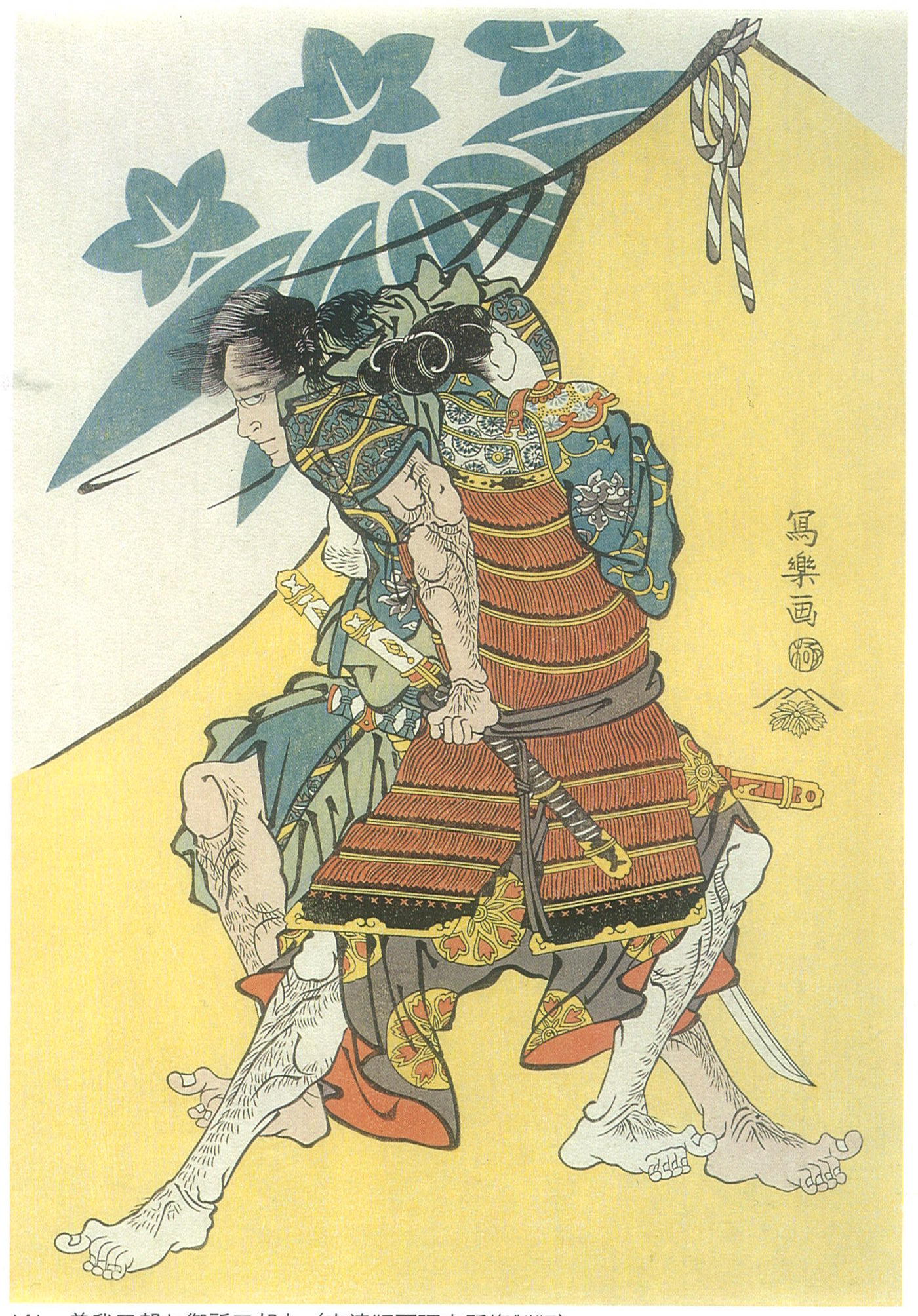
五郎と五郎丸

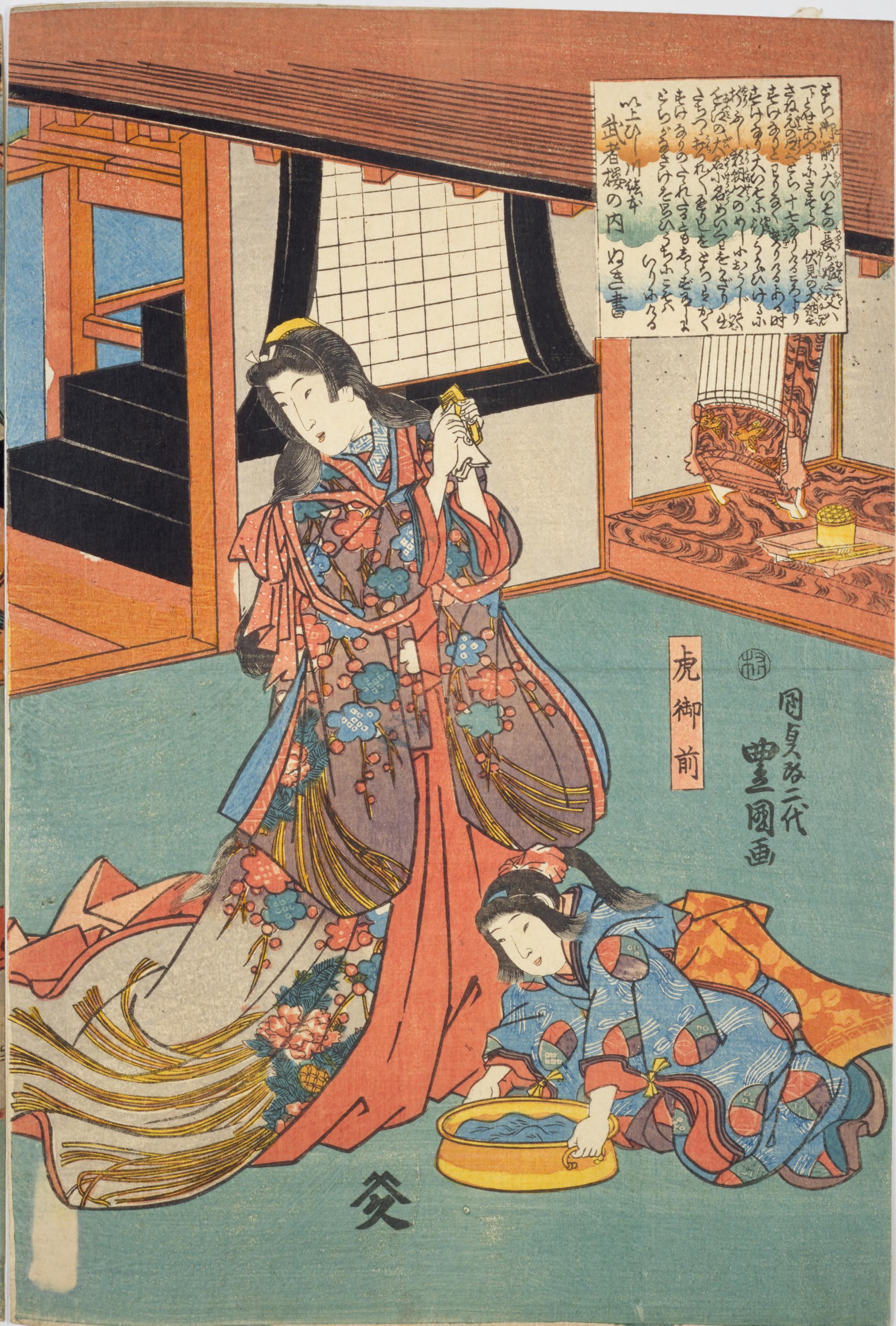
虎御前（江戸風俗東錦絵』のうち「祐成出立の図」）

侍所に入った兄弟は、寝ていた工藤祐経と往藤内の姿を確認する。十郎は太刀で祐経の肩を刺した上で
や、殿、宮藤左衛門尉（註:工藤祐経）、これ程の大事の敵を持ちながら、汚くも寝入りるものかな。起きよや、や、殿（巻九）
と起こす。起きた所を十郎は重ねて斬り、五郎もそれに加わり討ち果たす。往藤内は太刀の音に驚いて起き上がり兄弟を諭すも、十郎は「沙汰に及ばず」と述べ同じく討ち果たした。
そして、伊出の屋形では騒ぎを聞き付けた次の10人の人物と斬り合いとなった（十番切）。その人物は大楽弥平馬允・愛敬三郎・岡部五郎・原三郎・御所黒矢五・海野小太郎行氏・加藤太郎・橘河小次郎・宇田五郎・臼杵八郎である。
まず大楽弥平馬允は十郎に斬られたため逃げ、愛敬三郎は五郎に右肩を斬られ退いた。岡部五郎は一打も出来ないまま十郎に指を斬られたため退く。次に原三郎が五郎に肋骨二本を斬りつけられ退く。やがて御所黒矢五が走り向かって行ったが十郎が追いかけて来たため逃げたところ、後頸を斬られ足早に逃げた。
海野小太郎行氏は十郎と打ち合いとなり、ここに加藤太郎が加わった。十郎が二人を相手する展開の中で五郎が加勢し、五郎に胸を斬られた加藤は退いた。直後に海野は五郎に背中を斬られ退き、橘河小次郎は五郎に臂を斬られ退いた。宇田五郎は十郎と打ち合いとなり、右肘を斬られ退く。臼杵八郎は五郎と打ち合いとなった末に首を刎ねられた。
暫く時をおいて用樹三郎が押し寄せてきたが、五郎に右肩を斬られ退く。次に一河別当次郎宗光が押し寄せたが五郎に腿を斬られ退いた（用樹三郎や一河別当次郎宗光らは十番切に含まれず番外という扱いがなされる）。そして新田四郎との打ち合いとなる。
新田四郎が小鬢を刎て次の刀に右の小臂を切てけり（中略）屍をば駿河の国富士野の裾、伊出の屋形に曝しつつ、名をば後代に留むべしと、面も替らず打合けり（中略）その後は程もなく気も留りぬ（巻九）
十郎は新田四郎と壮絶な斬り合いとなり、その様子は「互ひに打物の上手共」と評される。新田は十郎に髪と臂を斬られるが怯むことがなく「名をば後代に留むべし」と意気込み顔も変えず打ち合いを続けた。しかし既に多くの敵と対峙していた十郎は疲労が甚だしく、やがて四つん這いになったところで片腹と右臂を原三郎に斬られた。そこで新田に致命傷を負わされ息絶える。十郎は最後の言葉として五郎に「君の御前近くうち上つて具に見参に入り参らせよ」と述べ、頼朝の御前へ向かうよう伝えた。
御屋形の御前なる大幕を打挙げて樋と入る。五郎も連いて入らむとする処に、五郎丸と云ふ童のありけるが、大力なり（中略）五郎丸叶はじやと思ひけむ、「敵をばかくこそ懐け、得々」と呼りければ、五郎これを聞て腰の刀を捜れども運の尽きぬる上はいづれの戦にや落としたりけむ、腰にはなかりけり。力及ばずして組み合ふ処に…（巻九）
堀藤次は五郎を打とうとするが、五郎が飛びかかると頼朝の屋形へ逃げた。五郎は頼朝の屋形への侵入を果たしたが、入り口で頼朝のお気に入りの大力な五郎丸に捕まってしまう。頼朝は五郎を御厩の小平次に預け、五郎は柱に縛り付けられた。

### 捕縛後
翌29日、五郎は頼朝による尋問を受ける。
鎌倉殿この由を聞き食されて、「これ聞き候へや、各々。哀れ（あっぱれ）男子の手本や。これ程の男子は末代にもあるべしとも覚えず。（中略）助けばや」と仰せらるれば…（巻九）

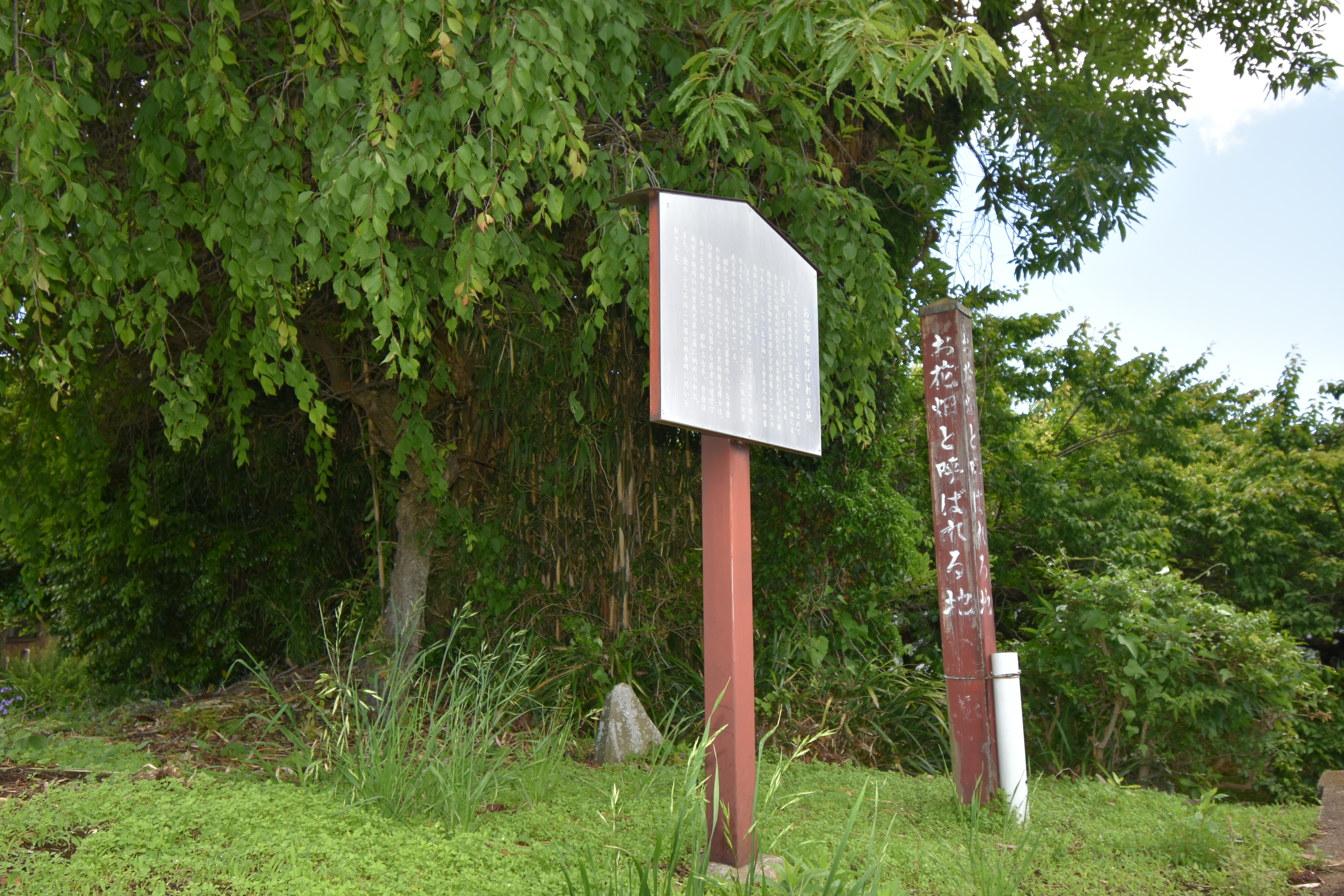
曽我兄弟の遺骨が埋葬されたと伝わる「お花畑」。真名本に登場する「千種華苑（巻十）」に比定され、昭和3年（1928年）には同地より骨壷が発見され、後に城前寺に移された 。

その堂々とした振る舞いを見た頼朝は「哀れ（あっぱれ）男子の手本や。これ程の男子は末代にもあるべしとも覚えず」と称賛する。その上で頼朝は「助けばや」と助命を提案する。
梶原これを承て（中略）「彼ら成人仕り候ひなば、自今以後も狼藉出来し候ひなん（中略）」と申されければ、さてこそ五郎時宗は切られべきに定まりけれ（巻九）
助命を提案した頼朝に対し、梶原景時は今後の狼藉を案じ処刑するよう諫言したため、処刑と定められる。
その後、十郎が首を実見せられける。（中略）新田四郎忠綱は、十郎が最後に着たりける村千鳥の直垂に赤銅作の太刀をば童に持たせて参りたりければ、鎌倉殿これを御覧じて、「あれはいかに。一定助成が衣装か」と問はせ給へば（中略）「さ候」とばかり申しける。（中略）鎌倉殿、御目に御涙を浮べさせ給ふをさらぬ体にて押し揮せ給ひて…（巻九）
その後、十郎の首実検が行われた。仁田忠常は十郎が身につけていた村千鳥の直垂と赤銅作りの太刀を童に持たせて参上し、頼朝はこれを御覧になった。頼朝はこれが確かに助成の衣装であるのかを問うと、五郎は「さ候」と辛うじて答えた。その様子を見た頼朝は遂には感涙する。その後、五郎の処刑は筑紫の仲太がその場で執行した。

### 葬送・供養
人々傍より奪ひ取る様に賞して、子共が殖え置て常に愛しける千種華苑の山に送りつつ、諸行無常の暮の煙に類へてんげり。（中略）ここに宇佐美禅師とて、駿河の国平沢の山寺にぞありける、本は久能法師なり。（中略）急ぎ富士野に尋ね入り、二人の死屍を葬送しつつ、骨をば頸に懸けて、6月3日には曽我の里へ入る（巻十）

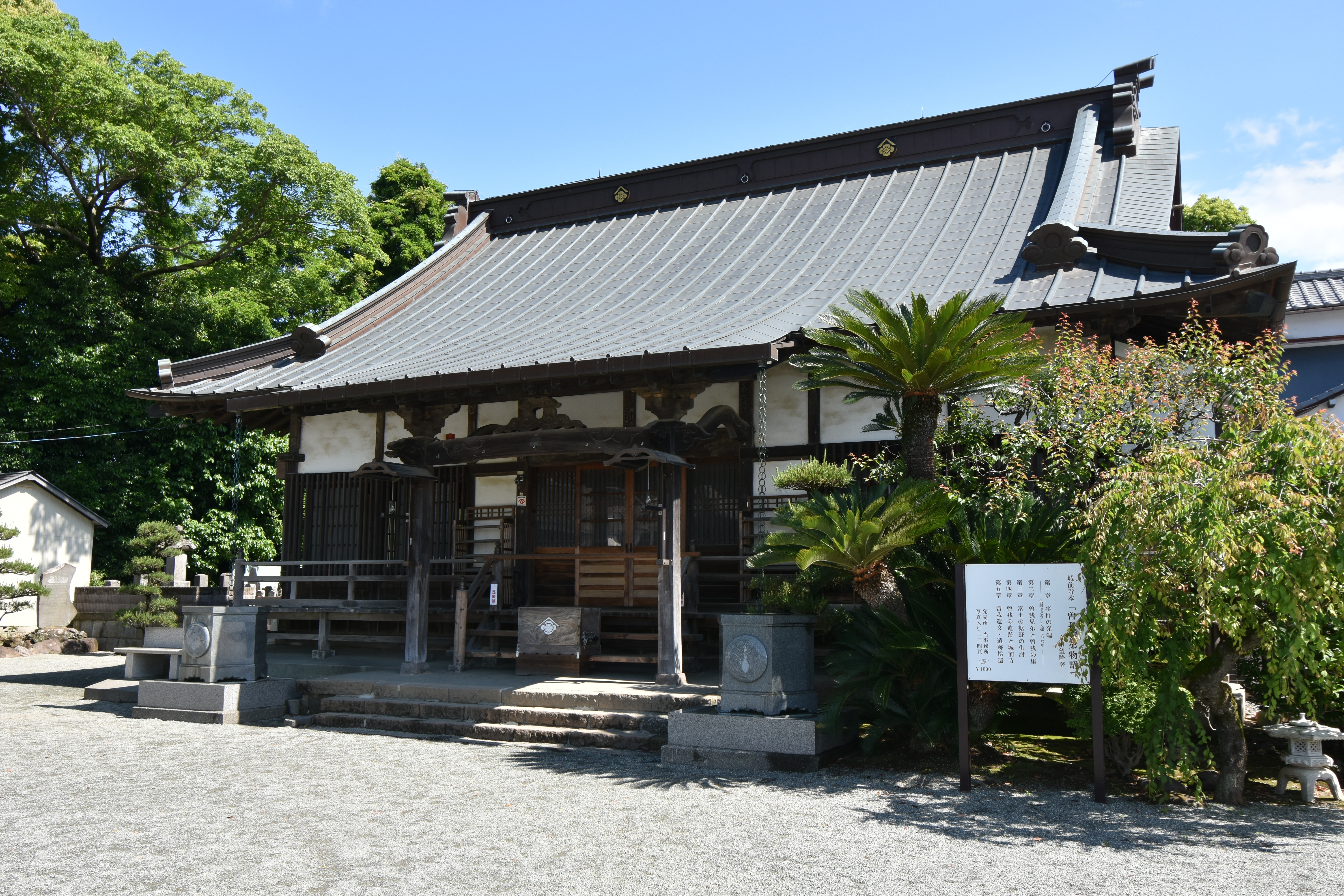
城前寺（神奈川県小田原市）。宇佐美禅師が兄弟の菩提を弔った寺と伝えられる。

兄弟の首は頼朝の命により尾河三郎によって曽我の里へ送られ、里の千種華苑の山で火葬された。また首以外の部分については、駿河国の宇佐美禅師が富士野にて葬送を執り行った。葬送後に宇佐美禅師は曽我の里に赴き、兄弟の骨は曽我の里へと届けられた。
鎌倉殿は富士野を出で御在して…（中略）鎌倉殿打低樋かせ給ひつつ、「母の悲しみこそあるらめ。自今以後曾我の荘の年貢弁済においては、二人の者共が供養のために母に取らするなり（中略）公役御免の御教書を賜りて、曾我の里とぞ返りける（巻十）
頼朝は富士野を出ると曽我太郎助信を呼び、曾我荘の年貢を今後免除することを伝えた上でそれを曽我兄弟の供養のため用いるよう命じた。事件後に虎は仇討ちの現場であり十郎最期の地である富士野の伊出の屋形を弔問し、その後再度伊出の屋形に訪問するため出立している（巻十）。

## 吾妻鏡と曽我物語の差異

### 源頼朝と曽我兄弟
源頼朝の兄弟に対する扱いの差異は多くで指摘される。『吾妻鏡』の場合、頼朝が兄弟に敵意を示す記述は少なく、捕縛された五郎に対する宥免の提案や兄弟の死後菩提を弔うよう命じるなど、寛大な処置が全面に出されている。一方『曽我物語』の場合、頼朝が兄弟に対し敵意を持つ描写が続き、仇討ち前の段階で既に厳しい処置を命じている。しかし仇討ち後に五郎を尋問する中で頼朝に大きな心境の変化が生じ、一転して五郎を称賛している。梶原景時の忠告もあり厳しい処置に変更は無かったものの、最後には五郎の言葉を聞いて頼朝は感涙している。
また真名本は頼朝登場時は流人として描かれるが、仮名本は登場時より権力者として描かれている。

### 仇討ちを試みる場面
仇討ち場面の記述は、両者共通点もあれば明らかな差異も多い。『吾妻鏡』も『曽我物語』も曽我兄弟の仇討ちの舞台を富士野としている点は共通しているが、『吾妻鏡』では井出の屋形が出現しない。また梶原景時・海野幸氏・宇都宮朝綱の名誉譚やいわゆる「伏木曽我」の場面は『曽我物語』独自のものである。また五郎に尋問する描写で『吾妻鏡』は御家人の名を列挙するが真名本には見られず、現場に居た遊女に対する尋問も『吾妻鏡』独自である。

### 十番切
「十番切」は工藤祐経を討った後に兄弟が十人の人物（実際は番外がある）と打ち合いをしたことが由来である言葉であり、『吾妻鏡』と『曽我物語』諸本とでは共通する人物と異にする人物が入り混じっている（『吾妻鏡』の十番切の人物は「富士の巻狩#参加者」を参照）。その中で宇田五郎と臼杵八郎は共通しているが、『吾妻鏡』では宇田五郎が死亡しており、『曽我物語』では臼杵八郎が死亡している。『曽我物語』で見た場合、真名本は仮名本と異なり十番切の順番を数えないという特徴がある。

### 仇討ち後
十郎の恋人であった虎御前は、真名本においては曽我の里（神奈川県小田原市の曽我荘）に籠もり往生したとする一方、仮名本は自身の古里にあたる大磯にある高麗寺の山奥で暮らしたとする。

## 事件後
富士の巻狩りの後粛清が相次いでおり、巻狩りが契機となった可能性が指摘されている。例えば巻狩りには源頼朝の異母弟である源範頼が参加しておらず、後の流罪に関係するといった見方もされている。この事件の際に常陸国の者が頼朝を守らずに逃げ出した問題や、事件から程なく常陸国の多気義幹が叛旗を翻したことなどが『吾妻鏡』に記されており、同国の武士とつながりが深かった範頼に対する頼朝の疑心を深めたとする説もある。

## 事件に関する解釈

### 北条時政黒幕説
歴史学者の三浦周行が大正期に北条時政黒幕説を唱え、それ以来学界に大きな影響を与えてきた。『吾妻鏡』や『曽我物語』では工藤祐経を討った後に時致は源頼朝をも襲っており、これが時政の暗躍によるものとする解釈である。時政は事前に駿河国に入国し準備を行っており、頼朝が富士野に到着した際もあらかじめ参上しており、この説に説得力をもたらした。
またそれ以前より時政と兄弟は縁があり、兄の祐成が弟である筥王（曾我時致）を連れ時政の屋形を訪れ、時政を烏帽子親として元服している。従来より面識のあった時政が兄弟を頼朝襲撃へと誘導したとする見方が現在でも多い。
一方で、頼朝と時政は頼家の擁立で利害が一致しており、時政に頼朝を襲うほどの動機はないし、事件後も頼朝と時政の間に懸隔は見られない。頼家の晴れの舞台で時政が殺人を仕組むとは考え難く、また祐成を討ったのは時政の側近の仁田忠常であり、祐成は時政を狙った可能性が高く、兄弟は時政の統制を逸脱した行動をとっているとして、時政黒幕説を疑問視する見方もある。

### クーデター説
小説家の永井路子は、富士の巻狩り後に範頼の粛清、大庭景義・岡崎義実の鎌倉追放、安田義定・義資の誅殺などが続いていることから、戦時体制から平時体制への移行を進めていた頼朝と御家人たちとの間で意識の懸隔が生じており、挙兵以来の歴戦の御家人の中には平時体制では力を発揮できず不満や反発を募らせていた者もいて、そのような不満分子が曾我兄弟の仇討ちの混乱に乗じて頼朝を倒し範頼を擁立する反北条のクーデターを計画したという説を唱えた。

### 伊東父子襲撃における源頼朝関与説
歴史学者の保立道久は伊東祐親は工藤祐経に襲撃される直前に自分の外孫にあたる頼朝の長男・千鶴丸（千鶴御前）を殺害しており、工藤祐経による伊東祐親父子襲撃そのものに息子を殺された頼朝による報復の要素があり、曾我兄弟も工藤祐経による伊東父子襲撃の背後に頼朝がいたことを知っていたとしている。この説では、曾我兄弟は初めから頼朝を父を殺害した仇として認識していたことになる。

## 曽我物

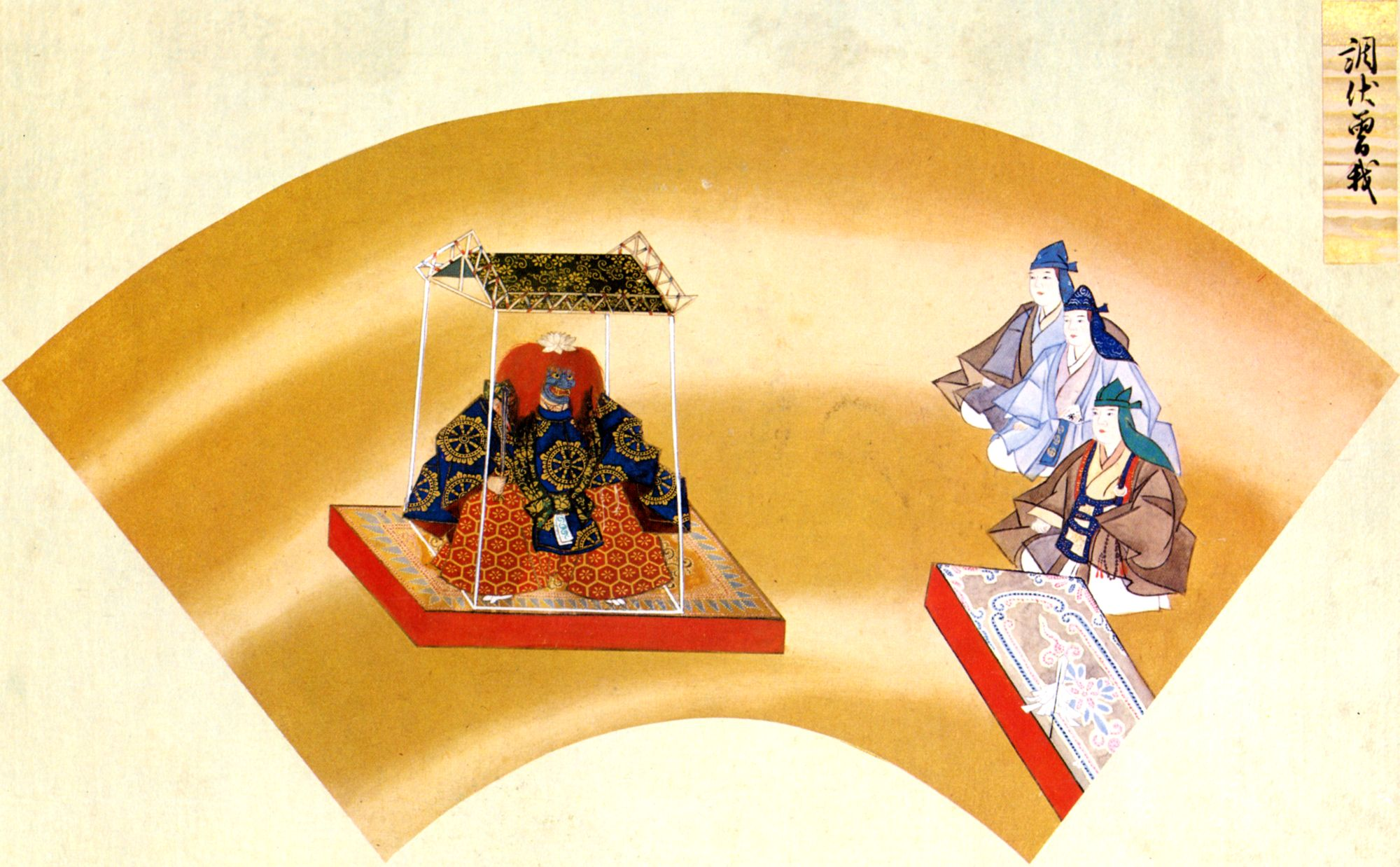
能「調伏曽我」（『能絵鑑』）

芸能「能」や「幸若舞曲」に、同事件を題材とした「曽我物」と呼ばれる一群が認められる。幸若舞曲と能とで同様の曲名もあるが内容は異にしており、例えば能「小袖曽我」の場合は小袖をめぐる演出は見られないといった違いがある。　

### 能
能の曽我物は特に真名本との関係性が指摘される。能の曽我物のうち室町時代には成立していたとされる作品に
1. 虎送
2. 元服曽我
3. 調伏曽我
4. 伏木曽我
5. 夜討曽我
6. 禅師曽我
7. 小袖曽我

があり、近世まで含めると20作品以上の存在が指摘される。能の上演で早例とされるのは、尋尊『寺務方諸廻請』に「曽我虎」とある、応永34年（1427年）の「虎送」であるとされる。またこれを「虎送」ではなく「伏木曽我」に比定する見解もある。次いで『看聞日記』永享4年（1432年）3月14日条に「曽我五郎元服」とある能「元服曾我」も早例である。また曽我物語等に拠らない独自の志向も認められる。例えば吾妻鏡・曽我物語・幸若舞曲の場合、五郎は北条時政が烏帽子親となり元服しているが、能「元服曽我」の場合は箱根権現から曽我の里へ帰る道中にて、箱根権現別当により元服が行われる構成である。
以下では各作品について解説する。「元服曽我」は作者付『能本作者註文』・『自家伝抄』共に宮増作としている。「小袖曽我」は仮名本より真名本との近似性が指摘され、他の能の曽我物も真名本と近い関係にあるとする指摘がある。「伏木曽我」は虎が仇討ちの地である「井手（井出）の里」を訪問し兄弟の御霊に出会う構成である。「伏木」という言葉自体は、真名本・仮名本の狩場の描写にて登場する。「禅師曽我」は『自家伝抄』によると世阿弥作であるという。曽我兄弟の母が末子の禅師に手紙を送る描写があるが、曽我物語には確認されず独自性が認められる。「調伏曽我」は作者付『能本作者註文』・『自家伝抄』共に宮増作としている。

### 幸若舞曲
幸若舞曲の曽我物は以下の七点が伝わり、特に仮名本との関係性が指摘される。一方曽我物語に拠る記述だけではなく舞曲独自の志向も認められる。
| 曲目                 | 解説 |
| -------------------- | --- |
| 一満箱王（切兼曽我） | |
| 元服曽我             | |
| 和田酒盛 （和田宴）  | 上演の初見は『言継卿記』天文15年（1546年）3月9日条であり、その後も繰り返し上演されている。現存する諸本の多さから人気曲であることを伺わせ、本作の影響から浄瑠璃・歌舞伎等で派生作品が発生した。和田酒盛は曽我兄弟と和田義盛との盃論、五郎と朝比奈義秀の草摺引き（力比べ）等が主題で、題材は仮名本曽我物語に拠っている。五郎が兄十郎の難境を救う構成である。この草摺引きは特に人気の場面であったようで、古くは長谷川久蔵が天文20年（1551年）に清水寺に奉納したと伝わる大絵馬の他、近世には菱川師宣・大森善清・橘守国といった絵師の作品の題材となり、多くの作例が確認されている。これらの作品は、上記の久蔵奉納の大絵馬の影響を受けたものだとする指摘がある。    |
| 小袖曽我 （小袖乞）  | 能の小袖曽我とは異なり、幸若舞曲の場合は実際に小袖が登場する。また浄瑠璃の「小袖そが」は舞曲から派生している。 |
| 剣讃嘆               | 文字通り剣（刀）に焦点が当てられ、兄弟は富士野・相沢原へ至る過程の箱根権現にて別当よりそれぞれ刀（兄は黒鞘巻の刀・弟は兵庫作の太刀）を授かる。別当は刀の伝来を述べる。この二振は時の帝の命により長刀が二分されたものであり、それぞれ「枕かみ」「寸なし」と名付けられ、後に寸なしは「友切」と名を改められた。その後二振は源満仲の手に渡り友切は「髭切」と、枕かみは「膝切」と名を改められ、源頼光の手に渡った。さらに髭切は「鬼切」と、膝切は「蜘蛛切」と名を改められ、源氏の嫡流の伝来を経て最終的に源義経により奉納されたとする。一方、仮名本では仇討ちに用いた刀は木曽義仲から相伝される「三宝剣」の1つ「微塵」と「赤胴作りの太刀」（奥州丸）となっている。 |
| 夜討曽我             | 『言継卿記』天文15年（1546年）3月9日条に上演が記される。同日「和田酒盛」も上演されている。 |
| 十番切               | 上演の初見は『言継卿記』天文14年（1545年）6月4日条であり、十番切の存在を示す史料の初見は「東勝寺鼠物語」（天文6年頃成立）である。 |

### 近世以後
近世になると古浄瑠璃・浄瑠璃・歌舞伎といった分野で曽我物が生まれた。天和3年（1683年）には近松門左衛門が浄瑠璃「世継曽我」を創作し人気を博した。これは曽我兄弟が没した後の世界が主な舞台であり、「世継」にあたる十郎の遺児に焦点が当てられている。近松は他にも多くの曾我物を創作した。しかしこれらが自由に制限なく上演できたわけではなく、例えば歌舞伎『曙曽我夜討』が江戸中村座で上演されたが、江戸幕府により3日で上演が禁止されるなどしている。

## 絵画・版画化
15世紀には富士の巻狩ないし仇討ち場面の絵画化がなされていたとされ、一休宗純『自戒集』に「エトキカ琵琶ヲヒキサシテ、島帚ニテ、アレハ畠山ノ六郎、コレハ曽我の十郎五郎ナント云二似タリ」とあり、絵解きの題材となっていることが知られる。畠山重保は『曽我物語』においては梶原景季との「鹿争い」で知られるため、同場面（富士の巻狩）を描いたものであったと推定されている。
現存するものでは『月次風俗図屏風』第7扇「富士巻狩」が古例であり、絵画化例の全体を見た場合、右隻を「富士の巻狩」、左隻を「仇討ち（夜討ち）」とした一双形式の曽我物語図屏風が多く現存する。このうち左隻は幸若舞曲「夜討曽我」「十番切」を題材にしているという指摘があり、幸若舞曲との深い関わりが指摘される。例えば左隻には「幕紋づくし」が描かれこれは幸若舞曲「夜討曽我」と共通しているが、曽我物語には確認されないものである。また左隻に見える御雑餉を長持で兄弟に差し入れる場面も幸若舞曲「夜討曽我」と共通しているが、『曽我物語』には確認されない。
また17世紀末以降は、右隻の富士の巻狩のみを主題として一双を構成する例が多いという指摘や、挿絵入りの『曽我物語』の刊行例が増えたことによって『曽我物語』を題材とする絵画が一般庶民にも広がっていったとする指摘がある。
浮世絵の題材としても用いられ、多くの作品が作られた。

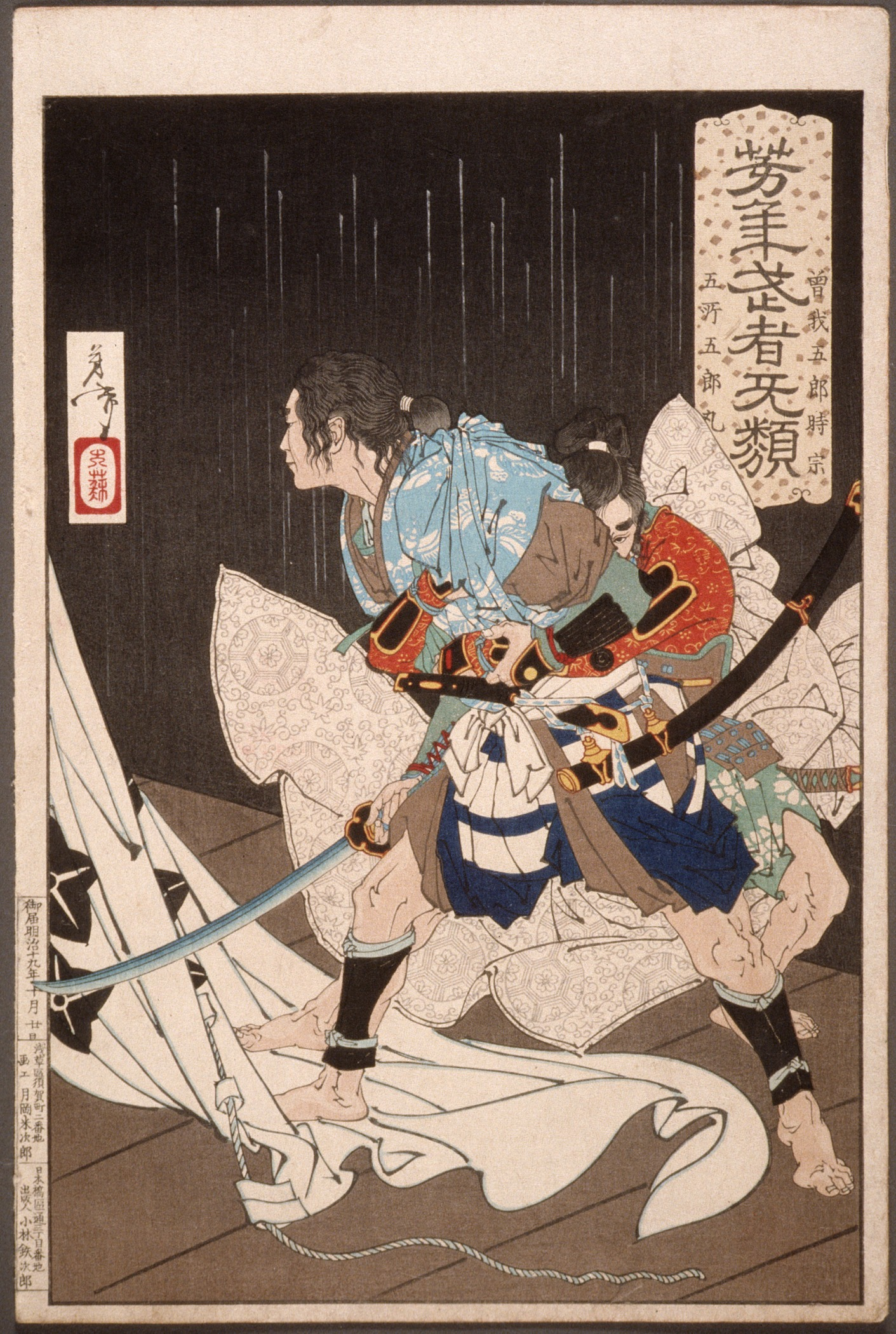
月岡芳年作『芳年武者无類』シリーズより、曾我時致の腰をつかむ御所五郎丸
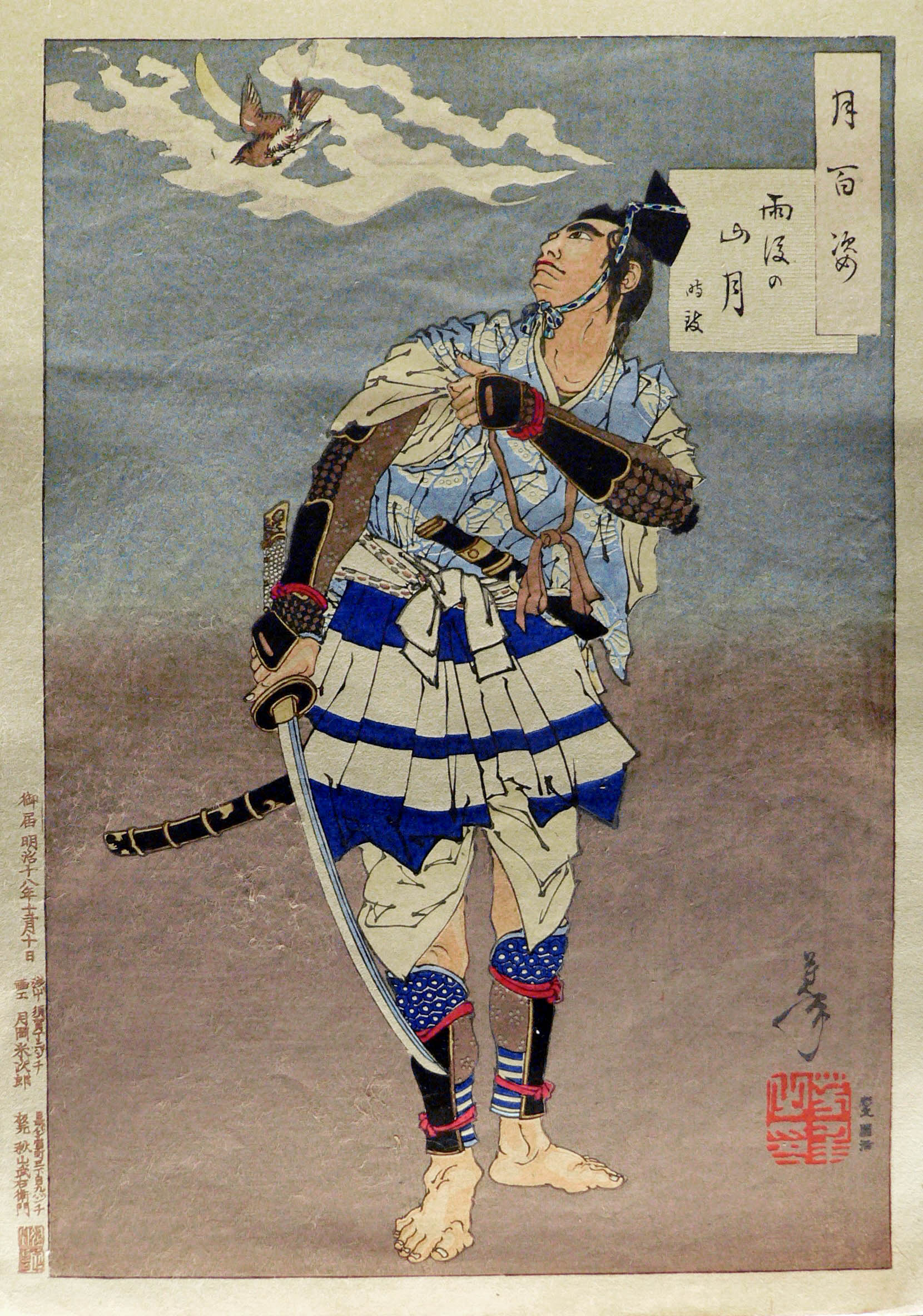
月岡芳年作『月百姿』シリーズより、仇討ち前に雨上がりの月を見る曾我時致

## 墓・社・霊地

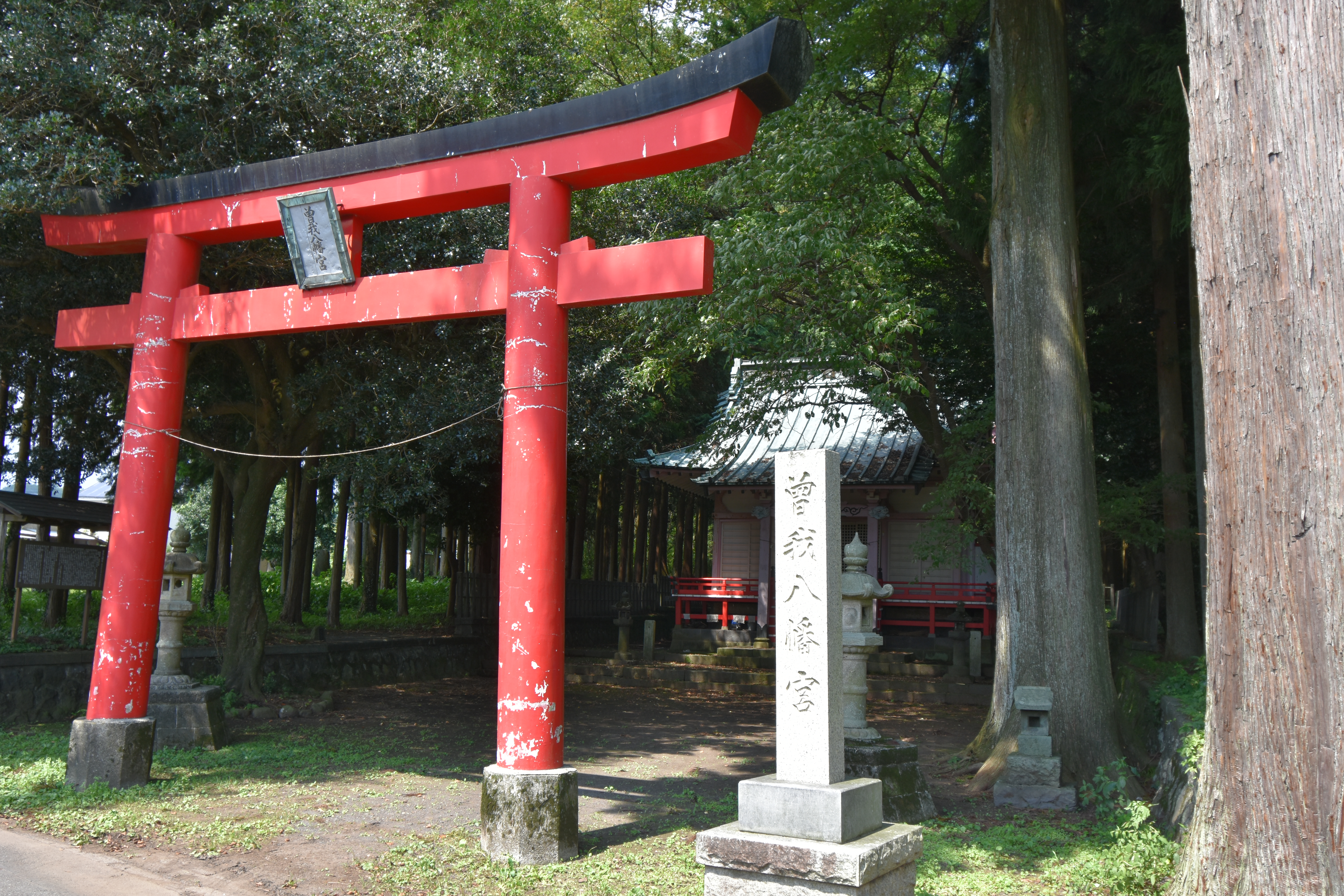
曽我八幡宮（静岡県富士宮市上井出）

同事件は時代に拘らず影響をもたらし続け、日本全国に曽我兄弟に関する墓所・祠が点在している。曽我兄弟は信仰の対象となり、富士野の地周辺では曽我八幡宮が点在する他、曽我塔等が確認されている。また全国に同事件を基とした祭事が確認される。
また、虎御前のもの（虎が石）も全国に点在する。「虎が石」が存在する背景に、説話集や謡曲に見られる「虎退治譚」が関係するという指摘がある。
一方曽我兄弟から見て仇にあたる工藤祐経の墓所・祠類は少なく、富士野が位置する静岡県富士宮市に存在する例が指摘されるのみである。富士宮市上井出に工藤祐経の墓があり、その他大悟庵の裏手に墓石があったとされるが、現在は不明である。
また富士大宮司屋敷の裏通に「工藤垣内（くどうかいと）」と呼ばれる通りがあった。『駿河記』によると、富士山本宮浅間大社の社人が通りにある矢塚を掘り甕を発掘し、甕の中のものを持ち出した。するとその社人は狂気し、自らを工藤祐経とし、甕の中のものを戻し元のようにしなければ殺すと叫んだという。社人の家族らは慄きこれを元に埋め戻し、その場所は「工藤塚」と呼ばれるようになったという。

## 関連用語
同事件が基となり成立したとされる季語に「虎が雨」がある。曾我の雨・虎が雨・虎が涙とも呼称され、陰暦5月28日頃に降る雨を指す。虎の悲しみの涙や、仇討ちが起こった5月の天候と結び付けられて発生した言葉とされる。
また「虎」自体に降雨を引き起こすイメージが存在し、虎と雨が結びついて「虎が雨」という言葉が成立したとする見解もある。「曽我の雨」については吾妻鏡と真名本で相当する部分が確認される。

## 関連作品
映画
- 『曾我兄弟狩場の曙』（1908年）
- 『曾我十番斬』（1916年）
- 『永禄曾我譚』（1917年、小林）
- 『小袖曽我』（1920年）
- 『夜討曽我』（1923年、帝キネ）
- 『曽我』（1927年）
- 『日活行進曲 曽我兄弟』（1929年）
- 『夜討曽我』（1929年、マキノ）
- 『仇討日本晴 孝の巻 曾我兄弟』（1931年、帝キネ）
- 『富士の曙 少年曾我』（1940年）
- 『曽我兄弟 富士の夜襲』（1956年、東映、監督：佐々木康）

テレビドラマ
- 『曾我兄弟』（1959年、日本テレビ）
- 『草燃える』第28回「富士の巻狩」（1979年、NHK大河ドラマ）
- 『鎌倉殿の13人』第23回「狩りと獲物」（2022年、NHK大河ドラマ）

小説
- 高橋直樹『天皇の刺客』（2006年、文庫題：『曾我兄弟の密命―天皇の刺客』）文藝春秋
- 坂口螢火『曽我兄弟より熱を込めて』（2023年）幻冬舎ルネッサンス

漫画
- 湯口聖子 『夢語りシリーズ 天翔ける星』秋田書店

歌謡曲
- 三波春夫『長編歌謡浪曲曽我の討入り』

デジタルスタンプラリー
- 『富嶽綺譚 頼朝＆曽我兄弟と巡るデジタル史跡ラリー』（2025年7月28日 - 2026年3月1日、イラスト：シラノ）静岡県富士市